# Investmentmodell enger Beziehungen
Das Investmentmodell enger Beziehungen (Investment model of close relationships) bezeichnet eine von Caryl Rusbult (1983) entwickelte Theorie, die davon ausgeht, dass in engen Beziehungen partnerschaftliche Zufriedenheit und Gebundenheit an die Beziehung die zentralen theoretischen Größen darstellen, die sich auf der Grundlage der Austauschtheorie erklären lassen (vgl. Rusbult & Arriaga, 1997).
Die Zufriedenheit mit der Beziehung wird durch Belohnungen und Kosten sowie den relativen Grad dieser beiden Komponenten im Vergleich mit einer persönlichen Erwartung bestimmt. Sie ist von der subjektiven Kosten-Nutzen-Bilanz abhängig, die auf das generalisierte Vergleichsniveau bezogen wird. Die Gebundenheit an die Beziehung ist von der Zufriedenheit, der Qualität von verfügbaren alternativen Beziehungen (einschließlich der Alternative, allein zu sein) sowie den getätigten Investitionen abhängig. Deshalb wurde das Modell als „Investitionsmodell“ bezeichnet.
Qualität von alternativen Beziehungen besagt, dass die erwarteten Belohnungen und Kosten möglicher Alternativen in Betracht gezogen werden. Die Investitionen sind sowohl von extrinsischen Beiträgen (z. B. gemeinsame Freunde) als auch intrinsischen Beiträgen (z. B. Selbstöffnung) abhängig und umfassen ideelle und materielle Ressourcen. Sie zeichnen sich dadurch aus, dass sie unmittelbar durch das Bestehen der engen Beziehung bedingt sind und durch eine Auflösung der Beziehung in ihrem Bestand bedroht werden.